# Floor Jansen
Floor Jansen (Goirle, Países Bajos, 21 de febrero de 1981) es una cantante neerlandesa. Actualmente vocalista de la banda de metal sinfónico Nightwish.
Jansen se hizo popular como miembro de la banda de metal sinfónico After Forever, desde 1995 hasta su disolución en 2009, cuando After Forever se desintegró, creó ReVamp. En 2012, tras la marcha de su vocalista Anette Olzon, Nightwish llamó a Jansen para finalizar el Imaginaerum World Tour y, en 2013, se anunció como vocalista principal.

## Biografía

### Inicios musicales - After Forever (1997-2009)

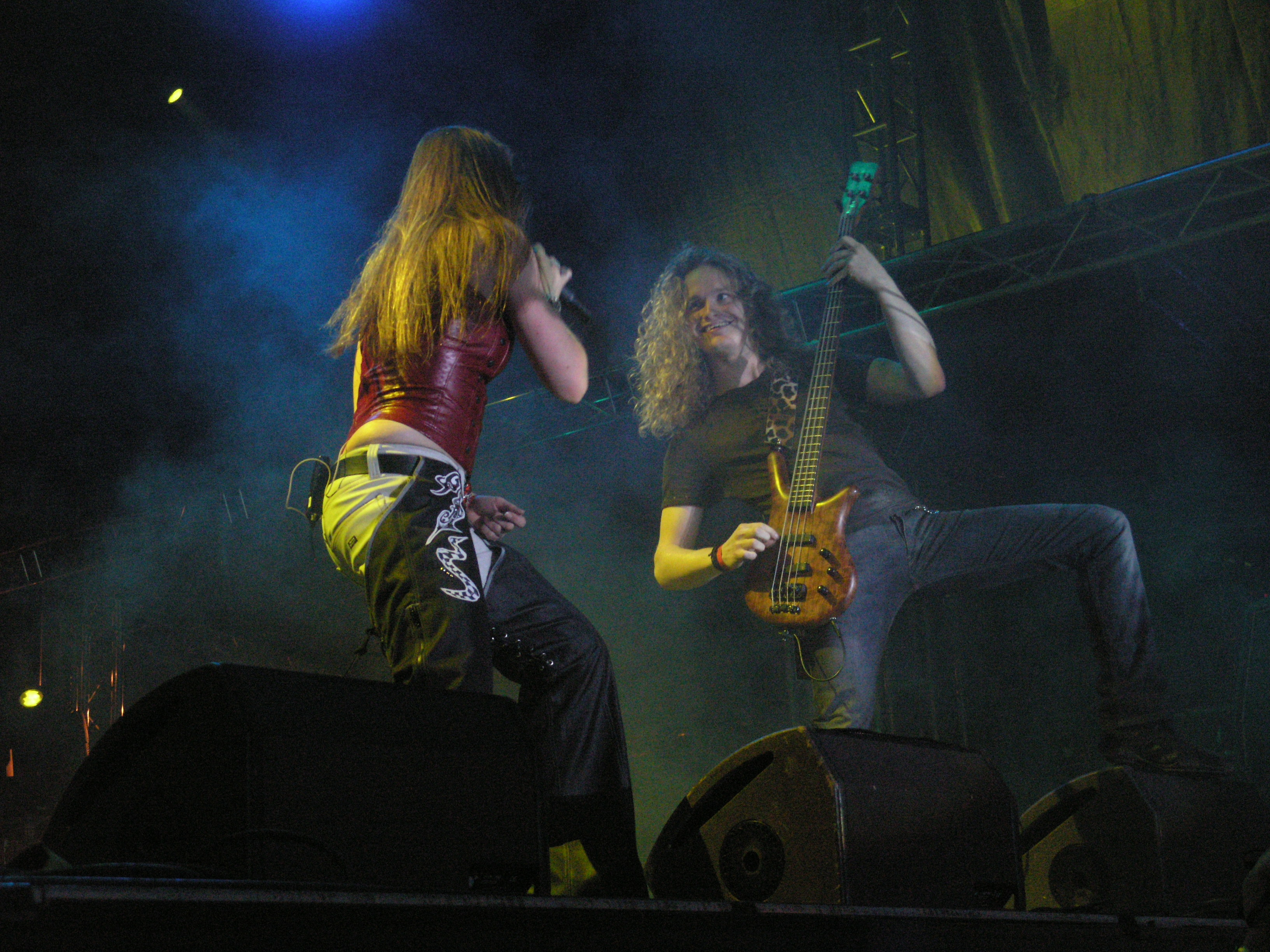
Jansen con After Forever en 2007.

Ha colaborado con músicos como Arjen Lucassen y Gary Hughes. Pese a la correspondencia de apellidos, no tiene ningún parentesco con Mark Jansen, exguitarrista y fundador de After Forever.
En 1995 formó parte de la banda de su escuela preparatoria, donde tocaba guitarra y cantaba. Fue ahí donde descubrió su pasión por la música y el estar en escena.
En 1997 se unió a la banda Apocalypse (nombre anterior de After Forever), donde comenzó como vocalista de fondo para después pasar a ser la voz principal.
Asistió en la composición (Siendo Sander Gommans y Mark Jansen, cuando aún pertenecía a la agrupación, los principales compositores) y se encargó de la lírica de la mayor parte de los álbumes: Decipher, Exordium, Prison of Desire, Invisible Circles, Remagine y After Forever.
En 1999 estudió en los Países Bajos, en el Rockacademy, Una especie de conservatorio, pero enfocado en la música rock y pop. Posteriormente, comenzó a enseñar de manera particular y después tomó un curso de Bel canto y teatro musical por un año y solo de medio tiempo, debido a sus giras con After Forever.

### Regreso a los escenarios - ReVamp (2009/2016)

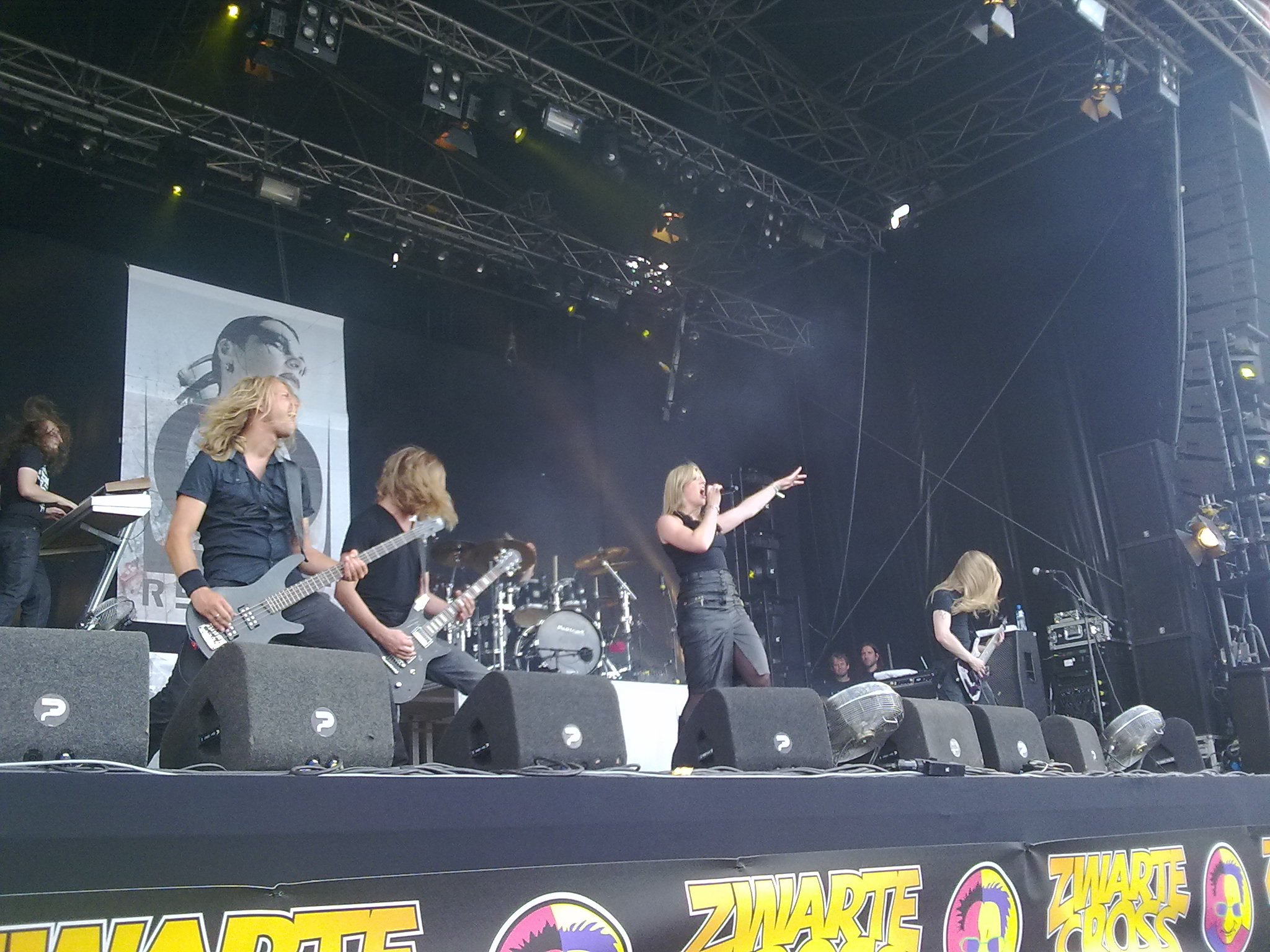
con ReVamp en 2010.

A comienzos de 2009 After Forever anunció el final de la banda. Posteriormente Floor, a través de su sitio en Myspace anunció que estaba en proceso de crear una nueva banda. En octubre de 2009 fue invitada a cantar en la séptima edición del Festival de Voces Femeninas del Metal (Metal Female Voices Fest VII), donde reveló que su banda se llamaría ReVamp: 

Siempre es difícil elegir un nombre [para una banda], pero este era realmente algo que pensé: «¡Sí, tiene un sonido fresco!». Me gusta lo que significa pues realmente representa los momentos actuales de mi vida. Brinda de nueva energía a mi carrera. Me gusta la palabra "vamp", no literalmente como "vampiresa"; sino más bien como una mujer fuerte a cargo de su carrera. Es corta y nada demasiado misteriosa. Es más como soy yo.
Floor Jansen

 El 3 de enero de 2010 comenzaron las grabaciones en Alemania de su primer álbum homónimo de estudio que fue producido y escrito por Waldemar Sorychta de Grip Inc y Joost van den Broek (antiguo miembro de After Forever) bajo el sello discográfico de Nuclear Blast. El álbum fue puesto a la venta el 28 de mayo en Europa y el 27 de julio en América. Floor con su nueva banda dio varias presentaciones en festivales de metal como el Graspop Metal Meeting y la octava edición de Metal Female Voices Fest, así como una gira por Europa de septiembre a octubre de 2010 con las bandas Epica y Kells. En 2011 ReVamp anunció su primera gira por Latinoamérica, que posteriormente fue cancelada después de que Jansen hiciera un comunicado a través de la web del grupo anunciando que sufría del síndrome de burnout.
Más tarde en 2011, Jansen se unió con su antiguo compañero de After Forever, Mark Jansen, en la gira por Latinoamérica de su proyecto MaYan. En 2013 se publicó el segundo álbum de ReVamp, Wild Card, que contenía varias canciones sobre su experiencia con el Burnout. En diciembre de ese mismo año fue anunciada como una de las vocalistas principales para el segundo álbum de Avalon, proyecto del guitarrista Timo Tolkki.
ReVamp dio a conocer su separación en 2016, mencionando como causa principal, la imposibilidad de Floor Jansen para participar plenamente en ReVamp tras haberse convertido en la vocalista de Nightwish en 2013.

### Nightwish (2012-presente)

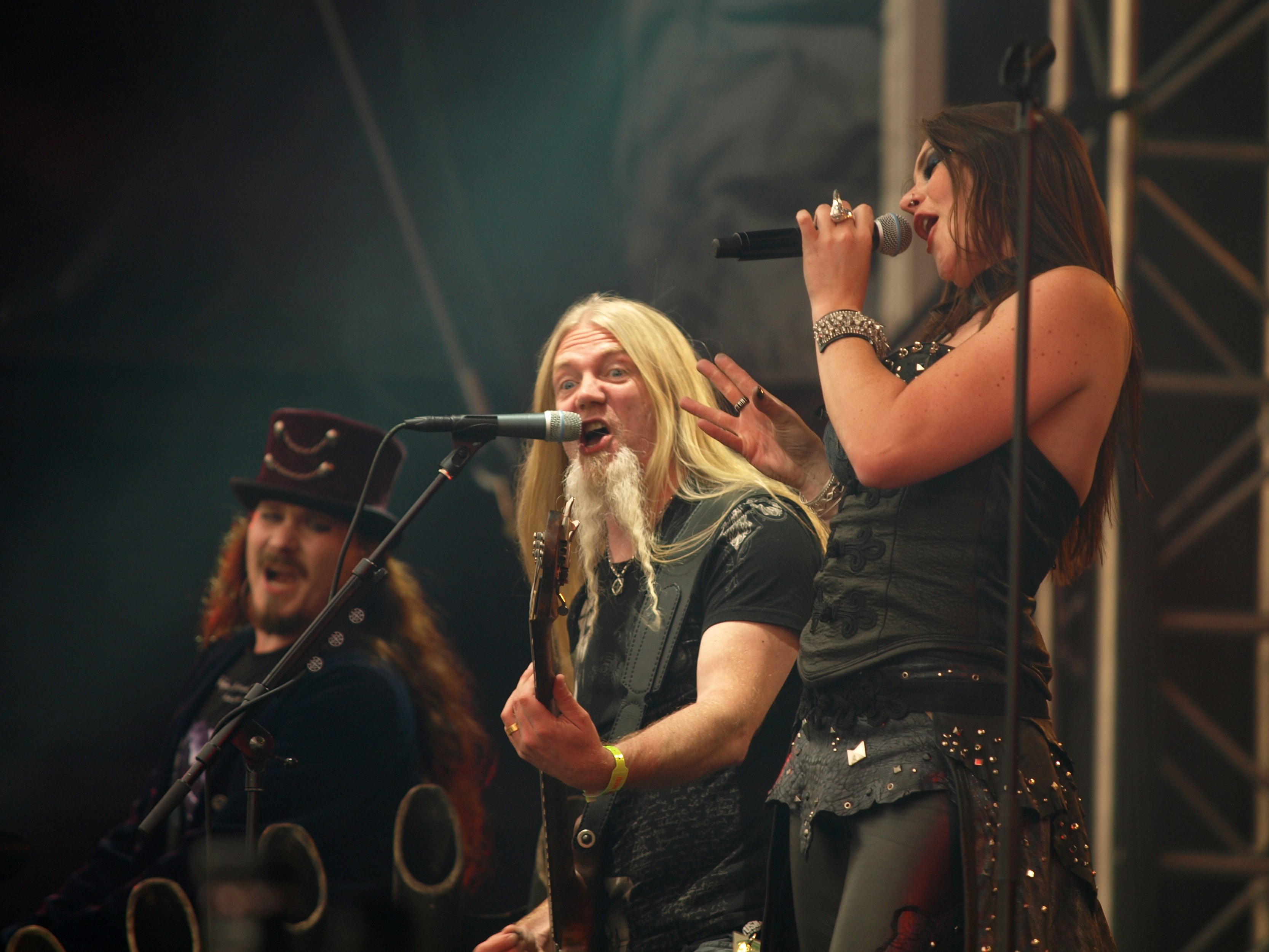
Floor con Nightwish en 2013.

El primero de octubre de 2012, Jansen fue designada como la vocalista temporal de Nightwish en la gira "Imaginaerum World Tour" en reemplazo de Anette Olzon. La banda confirmó que editaría un DVD/Blu-ray en vivo con la cantante neerlandesa y se escogió su presentación en el famoso festival de metal Wacken Open Air para tal propósito a lanzarse en noviembre. Tuomas dijo que era una maravillosa forma de inmortalizar el paso de Floor Jansen por la banda.
El 9 de octubre de 2013 se confirmó la incorporación de Floor Jansen como cantante permanente de Nightwish.

### Otros trabajos
Los tres álbumes del proyecto Ayreon del compositor y multinstrumentista neerlandés Arjen Anthony Lucassen incluyen voces invitadas de Jansen: ella cantó las voces de acompañamiento en "My House on Mars" del álbum Universal Migrator Part 1: The Dream Sequencer, interpretó el personaje de Forever (referido como Ω) en siete canciones del álbum 01011001, y fue presentado como un personaje llamado The Biologist en el álbum The Source. También es miembro del supergrupo de heavy metal Star One de Lucassen, y apareció en los álbumes de estudio Space Metal y Victims of the Modern Age. También apareció en el álbum en vivo de 2018 Ayreon Universe - The Best of Ayreon Live.
El 9 de diciembre de 2013, fue anunciada como la vocalista principal, interpretando el papel principal, para el segundo álbum del acto de la ópera de metal Avalon del exguitarrista de Stratovarius, Timo Tolkki. El álbum, Angels of the Apocalypse, fue lanzado el 16 de mayo de 2014. También ha sido invitada a la banda de metal francesa Nightmare.
Interviene en dos temas del álbum The Storm Within (2016), del grupo Evergrey: In Orbit y Disconnect.
El 22 de febrero de 2018, se dio a conocer Northward, un proyecto de hard rock de Jansen y el guitarrista de Pagan's Mind, Jørn Viggo Lofstad. Los dos crearon el proyecto en 2007, escribiendo un álbum completo de música en 2008 pero no lo pudieron grabar previamente debido a sus ocupados horarios; finalmente se reunieron en 2017 para grabar el álbum, que fue lanzado el 19 de octubre de 2018 bajo el sello de Nuclear Blast. El álbum contará con un dúo entre Jansen y su hermana Irene.
El 24 de agosto de 2019, se estrenó la nueva temporada del programa de televisión neerlandés Beste Zangers (Los mejores cantantes), en donde Floor participa en representación del género metal. En los doce capítulos del programa, también estuvieron los destacados cantantes neerlandeses Ruben Annink, Samantha Steenwijk, Emma Heesters, Rolf Sanchez, Tim Akkerman y Henk Poort.

## Perfil vocal
El registro vocal de Floor Jansen corresponde a una soprano. Su forma de cantar abarca un estilo que va desde el pop, el rock, el blues y bel canto. Comenzó a utilizar en algunas presentaciones su voz gutural en la canción «In Sickness 'Till Death Do Us Part: Disdain», sustituyendo así a Björn Strid quien prestó su voz para la versión en estudio. En el segundo álbum de ReVamp todos los guturales, a excepción del tema «Misery's No Crime», fueron hechos por la propia Jansen. En el álbum Endless Forms Most Beautiful de Nightwish, Floor otorga los guturales en la canción «Yours is an Empty Hope»..

## Vida personal
Floor Jansen mide 1.83 m. Tiene una hermana menor llamada Irene Jansen, quien también es cantante. Aparte de un piercing en la nariz posee varios tatuajes, entre ellos: un búho en el hombro derecho (emblema característico de Nightwish) que se hizo por su recuperación del síndrome de Burnout, originalmente había pensado en un ave fénix; la letra omega en su muñeca izquierda, símbolo que ha utilizado anteriormente en otros proyectos musicales como ReVamp, After Forever y Star One.
Es vegetariana debido a que la producción de carne le parece cuestionable.
El 18 de septiembre de 2016, se anunció que esperaba su primer hijo. El 15 de marzo de 2017 Jansen dio a luz a una niña llamada Freja.
Durante octubre de 2022, Floor anunció a través de sus redes sociales que después de someterse a un chequeo médico de rutina, se enteró de que padece cáncer de mama. La cantante se sometió días después a una cirugía para remover el cáncer, la cual resultó exitosa y a su vez, reveló que recibirá terapia radio local. Jansen relató que, de no haberse hecho el estudio, no se hubiera enterado sobre su cáncer, llamando a todas sus seguidoras a practicarse mastografías.

## Discografía

### Carrera solista
- 2023 : Paragon

### After Forever
- 2000: Prison of Desire
- 2001: Decipher
- 2003: Exordium
- 2004: Invisible Circles
- 2005: Remagine
- 2007: After Forever

### ReVamp
- 2010: ReVamp
- 2013: Wild Card

### Ayreon
- 2000: Universal Migrator
- 2008: 01011001
- 2017: The Source

### Star One
- 2002: Space Metal
- 2003: Live on Earth
- 2010: Victims of the Modern Age

### Doro
- 2008: Celebrate

### Nightwish
- 2015: Endless Forms Most Beautiful
- 2020: Human. :II: Nature.
- 2024: yesterwynde

En vivo
- 2013: Showtime, Storytime
- 2016: Vehicle of Spirit
- 2019: Decades: Live in Buenos Aires

### MaYaN
- 2011: Quarterpast
- 2014: Antagonise

### Evergrey
- 2016: The Storm Within

### Northward
- 2018: Northward

### Avantasia
- 2022: A Paranormal Evening with the Moonflower Society